# Nina Bratchikova

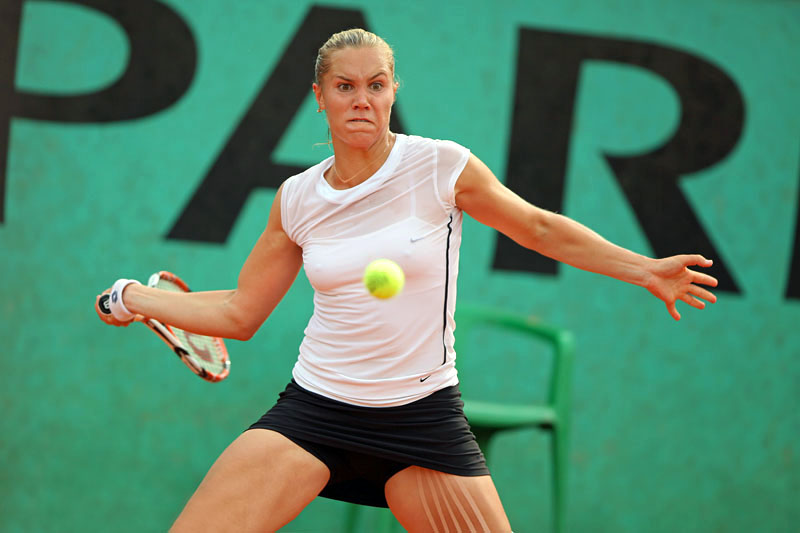
Nina Bratchikova (2009)

Nina Bratchikova (Jukovski, 28 de junho de 1985) é uma tenista profissional russa que em maio de 2013 se naturalizou portuguesa, seu melhor ranking de N. 79 em simples e 63 em duplas.